# Клигер, Дмитрий Викторович
Дми́трий Ви́кторович Кли́гер (род. 14 апреля 1968) — советский и российский легкоатлет, специалист по бегу на короткие дистанции. Выступал за сборные СССР, СНГ и России по лёгкой атлетике в 1991—1993 годах, победитель Кубка Европы, победитель и призёр первенств национального значения, участник летних Олимпийских игр в Барселоне. Представлял Санкт-Петербург. Мастер спорта международного класса.

## Биография
Дмитрий Клигер родился 14 апреля 1968 года. Занимался лёгкой атлетикой в Ленинграде.
Впервые заявил о себе на международном уровне в сезоне 1991 года, когда вошёл в состав советской национальной сборной и выступил на Кубке Европы во Франкфурте, где занял второе место в программе эстафеты 4 × 400 метров и помог своим соотечественникам выиграть мужской командный зачёт. Также в этом сезоне в беге на 400 метров одержал победу на чемпионате страны в рамках X летней Спартакиады народов СССР в Киеве, финишировал четвёртым на Универсиаде в Шеффилде, дошёл до стадии четвертьфиналов на чемпионате мира в Токио.
В 1992 году на дистанции 400 метров выиграл бронзовую медаль на зимнем чемпионате СНГ в Москве и серебряную медаль на летнем чемпионате СНГ в Москве. Благодаря череде удачных выступлений вошёл в состав Объединённой команды, собранной из спортсменов бывших советских республик для участия в летних Олимпийских играх в Барселоне — стартовал в эстафете 4 × 400 метров совместно с Дмитрием Косовым, Дмитрием Головастовым и Олегом Твердохлебом, но не смог пройти дальше предварительного квалификационного этапа. В завершении сезона принял участие в Кубке мира в Гаване, где стал седьмым в индивидуальном беге на 400 метров и восьмым в эстафете 4 × 400 метров.
После распада Советского Союза Клигер ещё в течение некоторого времени оставался действующим спортсменом и продолжал принимать участие в различных легкоатлетических турнирах. Так, в 1993 году на Кубке Европы в Риме он занял второе место в эстафете 4 × 400 метров и выиграл мужской командный зачёт, кроме того, в той же дисциплине с командой Санкт-Петербурга победил на чемпионате России в Москве, показал пятый результат на чемпионате мира в Штутгарте.
В 1994 году стал серебряным призёром в беге на 400 метров на зимнем чемпионате России в Липецке и в эстафете 4 × 400 метров на летнем чемпионате России в Санкт-Петербурге, занял четвёртое место в эстафете на Играх доброй воли в Санкт-Петербурге.
Впоследствии работал тренером в хоккейном тренировочном центре ProBros в Санкт-Петербурге.